# Castillejo de Iniesta
Castillejo de Iniesta – gmina w Hiszpanii, w prowincji Cuenca, w Kastylii-La Mancha, o powierzchni 27,7 km². W 2011 roku gmina liczyła 192 mieszkańców.